# Мебікар
ТЕМГІКОЛУРИЛ (МНН: TEMGICOLURILUM (ТЕМГІКОЛУРИЛ); Адаптол (Adaptol), Мебікар, лат. Mebicarum) — синтетичний препарат, що за хімічним складом є похідним біциклічної біссечовини, та належить до групи транквілізаторів (анксіолітиків). Мебікар застосовується перорально. Мебікар уперше синтезований у СРСР в Інституті органічної хімії в Казані, у 1967 році схвалений для клінічного застосування наказом міністерства охорони здоров'я СРСР, випуск препарату уперше налагоджений на підприємстві «Olainfarm» під торговою назвою «Адаптол». Препарат застосовується переважно на території колишнього Радянського Союзу.

## Фармакологічні властивості
Мебікар — лікарський засіб, що належить до групи транквілізаторів. Механізм дії препарату полягає у стимулюванні гальмівних серотонінових рецепторів і ГАМК-рецепторами, та одночасно в інгібуванні глутаматних рецепторів та адренорецепторів, які посилюють збудливість нервової системи. Мебікар діє на структури лімбічної системи та ретикулярної формації, а також на емоціогенні зони гіпоталамуса. Препарат знімає або зменшує почуття страху, неспокою, тривоги, внутрішнього напруження і роздратування; покращує увагу та розумову працездатність, а також покращує когнітивні функції мозку, має протисудомний ефект. Мебікар не спричинює порушення координації рухів, не має міорелаксуючого ефекту, холінолітичного ефекту, не спричинює відчуття ейфорії, та не викликає залежності. Мебікар не має седативної дії, не спричинює сонливості, однак при його призначенні покращується засипання і структура сну, а у поєднанні зі снодійними засобами він посилює їх дію. Мебікар, за даними частини клінічних досліджень, має здатність модулювати ліпідний обмін, знижуючи концентрацію в крові ліпопротеїнів низької щільності та підвищуючи кількість ліпопротеїнів високої щільності, що сприяє зниженню в крові загального холестерину. Препарат має також властивості антиоксиданту, і може діяти як адаптоген і мембраностабілізатор при оксидантному стресі різного походження. Мебікар має здатність зменшувати нікотинову залежність. Препарат має також усувати дисфункцію вегетативної нервової системи. Мебікар застосовується при неврозах та неврозоподібних станах, для покращення переносимості седативних препаратів для усунення можливих соматоформних побічних явищ, при явищах кардіалгії при відсутності органічних захворювань міокарду, а також у комлексному лікуванні нікотинової залежності, і при синдромі емоційного вигоряння. При застосуванні мебікару спостерігається незначна кількість побічних ефектів.

### Фармакокінетика
Мебікар добре і швидко всмоктується після перорального застосування, біодоступність препарату становить 77—80 %. Максимальна концентрація препарату в крові спостерігається протягом 30 хвилин після прийому препарату. 40 % мебікару зв'язується з еритроцитами, решта препарату знаходиться в плазмі крові у незв'язаному з білками та незміненому стані. Препарат не метаболізується, виводиться з організму в незміненому стані. Період напіввиведення мебікару становить 3 години, повне виведення препарату відбувається протягом 24 годин.

## Показання
Мебікар застосовується при неврозах та неврозоподібних станах, для покращення переносимості седативних препаратів для усунення можливих соматоформних побічних явищ, при явищах кардіалгії при відсутності органічних захворювань міокарду, а також у комлексному лікуванні нікотинової залежності.

## Побічна дія
Мебікар позиціонується як препарат, при застосуванні якого спостерігається незначна кількість побічних ефектів. Найчастішими побічними явищами при застосуванні препарату є артеріальна гіпотензія, гіпотермія, шкірний висип, свербіж шкіри, набряк Квінке, кропив'янка, бронхоспазм, нудота, блювання, діарея, загальна слабкість, запаморочення.

## Протипокази
Мебікар протипоказаний при підвищеній чутливості до препарату. Не рекомендоване застосування препарату при вагітності та годуванні грудьми.

## Форми випуску
Мебікар випускається у вигляді таблеток або желатинових капсул по 0,3 і 0,5 г.